# NN-208
La carretera NN-208 es una vía departamental secundaria ubicada en el departamento de Granada en el suroeste de Nicaragua. Conecta la zona educativa del Instituto de Nandaime con las comunidades rurales de La Cebadilla y Mancarrón, facilitando el tránsito agrícola y escolar en esta región montañosa. Su inauguración en 2024 representó una mejora significativa en la conectividad rural.

## Trazado y cruces
La siguiente tabla muestra las principales localidades y conexiones por donde transita la NN-208:
| km   | Localidad    | Departamento | Conexión / Ruta |
| ---- | ------------ | ------------ | --------------- |
| 0    | Nandaime     | GR           | NIC 4B          |
| 5.2  | Mancarrón    | GR           |                 |
| 19.6 | La Cebadilla | GR           |                 |

## Coordenadas
Uno de los tramos de la NN-208 puede ser encontrado en las coordenadas: 11°45′20″N 86°02′51″O / 11.7556, -86.0475